# Neon Maniacs
Neon Maniacs è un film horror a basso costo del 1986, diretto da Joseph Mangine che, a differenza di altri film simili degli anni 80, presenta non uno ma ben dodici mostri assassini che agiscono tutti insieme appena cala la notte.

## Trama
San Francisco. Un gruppo di giovani si reca di sera in un parco per fare baldoria e festeggiare il compleanno della loro amica Natalie. Nel bel mezzo della festa, dal nulla, sbucano i maniaci della notte (i Neon Maniacs), un gruppo di 12 mostruosi assassini deformi che ha la sua base nei pressi del Golden Gate e che di notte va alla ricerca di nuove vittime. La caratteristica peculiare di questi mostri assassini è quella di rappresentare ognuno un maniaco omicida a "tema" (il mohawk, il samurai, il dottore pazzo, il biker punk, la bestia, il primitivo, etc.). Da questa terribile mattanza si salva, per puro caso, solo la giovane Natalie alla quale nessuno vuole credere anche perché dei cadaveri degli amici, come anche dei mostri, non vi è alcuna traccia. Nessuno si fida della versione raccontata da Natalie a cominciare dalle forze dell'ordine. Le uniche due persone a crederle sono l'intrepido Steven (che nutre una cotta per lei) e la giovanissima Paula che ha visto con i suoi occhi i Neon Maniacs.

## Produzione
La pellicola ha avuto un costo di produzione pari a 1,5 milioni di dollari.

### Cast
Il cast del film è composto da attori praticamente sconosciuti. Tra i tanti è da segnalare la presenza di una giovanissima Leilani Sarelle che qualche anno dopo avrebbe interpretato il ruolo di Roxy Hardy in Basic Instinct.
Il gruppo dei dodici mostri è composto da: Slash, Juice, Doc, Decapitator, Archer, Soldier, Axe, Thing, Biker, Mohawk, Hangman e Samurai.

### Riprese
Le riprese del film sono avvenute tutte in California e più precisamente nei pressi di Los Angeles e San Francisco.

## Promozione
"Dodici buone ragioni per aver paura del buio" è la tagline utilizzata per promuovere il film.

## Distribuzione
Il film è stato presentato in anteprima nel marzo del 1986 al Festival del cinema fantastico di Parigi.

### Data di uscita
Alcune date di uscita internazionali nel corso degli anni sono state:
- 14 novembre 1986 negli USA[5]
- 29 settembre 1987 in Germania Ovest (Maniacs - Die Horrorbande)[6]

### Edizione italiana
La pellicola in Italia è stata distribuita direttamente per il circuito home video.

### Edizioni home video
Il 26 aprile 2014 il film è stato distribuito in blu-ray dalla Code Red in edizione limitata di 1200 copie e con la sola lingua inglese come audio.
In Italia è stata una distribuita una videocassetta VHS della Image Video (cod. VD-L 110607) a partire dal mese di ottobre del 1988.

## Accoglienza

### Critica
John Kenneth Muir nel suo libro dedicato ai film horror degli anni 80 definisce la pellicola involontariamente ironica e la spietata banda dei Neon Maniacs come la reincarnazione "mostruosa" del celebre gruppo musicale Village People senza risparmiare critiche neppure per il titolo dove è presente la parola neon che, a suo dire, con i mostri non ha proprio niente a che vedere.